# Johan Fischerström (sjömilitär)
Nils Johan Fischerström, född 14 augusti 1781 i Karlskrona, död där 5 november 1858, var en svensk sjömilitär
Johan Fischerström var son till överstelöjtnanten Johan Fischerström. Han genomgick Krigsakademien, blev 1798 fänrik vid örlogsflottan och var efter diverse sjökommenderingar 1808 ombord på linjeskeppet Victory adjutant hos James Saumarez som då förde befäl över den förenade svensk-brittiska flottan under blockaden av den ryska flottan i Rogersvik. 1809 tjänstgjorde han som flaggadjutant hos Johan af Puke och befordrades för sina förtjänster vid truppernas ut- och inskeppning vid Ratan till kapten vid örlogsflottan. Han utnämndes 1812 till major i flottorna och överadjutant hos kungen (Karl XIII) samt 1821 till överstelöjtnant. Fischerström föreläste 1829–1831 i sjökrigsvetenskap vid flottans undervisningsverk i Karlskrona. Sedan han befordrats till kommendörkapten av första graden blev han 1832 utnämnd till befälhavare för flottans station i Göteborg och 1841 till konteramiral. 1843 blev han befälhavare för flottans station i Stockholm. Fischerström erhöll 1850 avsked som viceamiral. Han blev 1829 ledamot av Kungliga Krigsvetenskapsakademien.